# Ностратические языки

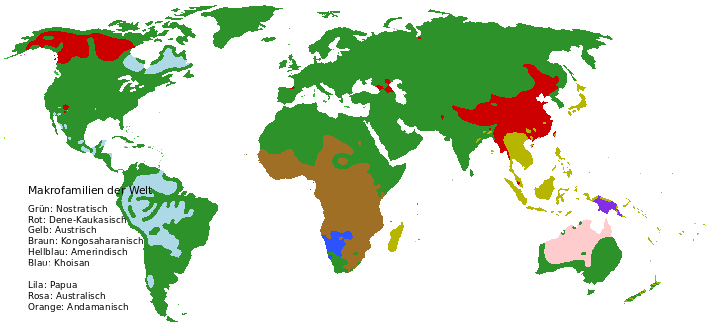
Ностратические языки обозначены зелёным цветом

Ностратические языки (от лат. nostrās, род. п. nostrātis «наш», «нашего круга», «здешний») — гипотетическая макросемья языков, объединяющая несколько языковых семей и языков Европы, Азии и Африки, в том числе алтайские, картвельские, дравидийские, индоевропейские, уральские, иногда также афразийские, чукотско-камчатские и эскимосско-алеутские языки. Согласно ностратической гипотезе, все эти языки восходят к единому праностратическому языку.
Основным аргументом в пользу родства ностратических языков является сходство некоторых важнейших местоимений (в частности, «я», «ты», «кто» и «тот») во многих из этих языков. Российские лингвисты зачастую говорят о родстве ностратических языков как об уже доказанном факте, в то время как их западные коллеги в большинстве своём относятся к этой гипотезе скептически или прямо отвергают её.

## История гипотезы
Автором гипотезы о ностратических языках стал в 1903 году датский лингвист Х. Педерсен, выдвинувший сам термин «ностратические языки». Тем не менее, первые попытки попарного сопоставления семей, обычно включаемых в ностратическую макросемью, начались уже с середины XIX века. Ими были индо-уральское (И. Куно, Н. Андерсон, В. Томсен, Ф. П. Кёппен), урало-алтайское (В. Шотт, М. А. Кастрен), индо-семитское (Г. Мёллер, А. Кюни) и индо-картвельское сравнения (Ф. Бопп).
В начале 1960-х годов ностратическую теорию существенно развил советский славист В. М. Иллич-Свитыч, но его фундаментальная работа «Опыт сравнения ностратических языков» осталась незавершённой из-за гибели автора в автокатастрофе. В дальнейшем этой теорией активно занимались израильский учёный А. Б. Долгопольский и российские учёные В. А. Дыбо и С. А. Старостин.
В. М. Иллич-Свитыч и А. Б. Долгопольский относили к ностратическим также афразийскую макросемью, однако по мнению, излагаемому в работах С. А. Старостина и А. Ю. Милитарёва, афразийские языки представляют собой отдельную макросемью, поскольку её вычисленный глоттохронологическим методом возраст сравним с возрастом ностратической макросемьи.
Словарь реконструированных лексем ностратического языка в 1994 году опубликовал американский учёный А. Р. Бомхард (см. Ностратические словари).
Арон Долгопольский подготовил к изданию новый ностратический словарь, который вышел в свет в Англии в 2008 году и трёхтомным изданием в России в 2013 году.

## Хронология разделения и прародина
С. А. Старостин, основываясь на глоттохронологических подсчётах, определил время распада праностратического языка 12 — 10 тысячелетиями до н. э. Первыми, по мнению учёного, возможно, отделились дравидские языки.
А. А. Зализняк в 2012 году утверждал, что средняя оценка на тот момент — 23-е тысячелетие до н. э.
Согласно опубликованной в 2013 году работе Mark Pagel et al., в которой уровень правдоподобности ностратической гипотезы оценивается с помощью численных методов, распад праностратического языка мог произойти около 15 тысяч лет назад (начало 13-го тысячелетия до н. э.), что авторы работы связывают с завершением последней ледниковой эпохи.
А. Бомхард и К. Ренфрю помещают прародину ностратических языков на Ближний Восток, так как культуры этого региона (в частности, кебарская и зарзийская) первыми совершили переход от палеолита к мезолиту, распространив свои культурные и технологические новшества далеко за пределы Ближнего Востока. С совершенно иной точкой зрения выступает С. Е. Яхонтов, на основании реконструируемой праностратической лексики помещающий прародину этих языков в лесной зоне Поволжья, Южного Урала и Западной Сибири, расположенной очень близко к предполагаемой прародине уральских языков. К аналогичным выводам пришли Н. А. Николаева и В. А. Сафронов, связывающие ностратические (и более узко — бореальные) языки с постсвидерскими культурами, распространившимися по Евразии благодаря приручению собаки и использованию лука и стрел.
По мнению В. В. Напольских, в ностратической лексике нет следов знакомства не только с производящим хозяйством, но и с мезолитическими изобретениями. Поэтому, учитывая датировки распадов дочерних праязыков, распад ностратического праязыка (отделение западной группы от восточной) следует относить как минимум к X—XII тыс. до н. э. Ареал ностратической общности мог занимать протяжённую приледниковую зону Евразии от Северного Причерноморья до Забайкалья. Аргументом в пользу этого служит археологическая общность таких палеолитических культур, как мальтинско-буретская, Костёнки, Сунгирь, Ориньяк, а также генетическое сходство ребёнка из погребения в Мальте с европейскими популяциями (мт-ДНК гаплогруппа U, Y-хромосомная гаплогруппа R). Условия мамонтовой степи обеспечивали существование довольно крупных коллективов верхнепалеолитических охотников, которые были связаны едиными условиями обитания, хозяйственно-культурным типом и путями сообщения вдоль южного побережья приледниковых водоёмов. Распад общности был связан с концом последнего оледенения, во время которого приледниковое озеро Западной Сибири образовало Тургайский сток в Аральско-Каспийский бассейн, отделив западноностратическую группу от восточной. Радикальная перестройка природной среды вызвала изменение хозяйственно-культурного уклада коллективов.

## Состав макросемьи
В основополагающей работе Иллича-Свитыча к ностратическим относятся алтайские, картвельские, дравидийские, индоевропейские, уральские и афразийские языки. С. А. Старостин, основываясь на глоттохронологических подсчётах, сделал вывод, что афразийский праязык распался приблизительно за 11—10 тысяч лет до н. э., приблизительно в одно время с ностратическим праязыком. Это дало ему основания считать, что афразийские языки не входят в состав ностратической макросемьи, а сами являются макросемьёй, родственной ностратической на более глубоком уровне.
Делались попытки включить в состав этой макросемьи эскимосско-алеутские, чукотско-камчатские, америндские, енисейские, сино-тибетские, северокавказские. С. А. Старостин полагал, что из этих языков ностратическими, возможно, были только эскимосско-алеутские и чукотко-камчатские.

### Изоглосса «M-T»
Наиболее характерной чертой языков, обычно относимых к ностратическим, является присутствие звука [m] в формах личного местоимения 1 лица ед. числа, и звука [t] (как вариант — [d], [s], [č], [š] и т. д.) — 2 лица ед. числа. Е. А. Хелимский также отмечает, что в этих местоимениях (если не в именительном падеже, то в косвенных падежах) зачастую присутствует звук [n]. На карте, составленной авторами World Atlas of Language Structures (WALS), эта изоглосса хорошо прослеживается на севере Евразии, и присутствует там как минимум с донеолитических времён. Аналогичное явление («изоглосса N-M») прослеживается в индейских языках тихоокеанского побережья обеих Америк. Авторы WALS относятся к идее генетического родства этих языков скептически, хотя и признают, что подобное сходство личных местоимений вряд ли может быть случайным совпадением.

## Внутренняя классификация
Ностратические языки подразделяют на западные и восточные. С. А. Старостин считал, что это деление имеет скорее ареальную, чем генетическую природу.
- Западно-ностратические языки
  - Афразийские языки (устарело)
  - Индоевропейские языки
  - Картвельские языки
  - Шумерский (По версии Аллана Бомхарда[17])
  - Тирренские языки (По версии С.А Старостина)
- Восточно-ностратические языки
  - Алтайские языки
  - Дравидийские языки
  - Уральские языки
  - Эламский (По версии С.А Старостина)
  - Эскимосско-алеутские (По версии С.А Старостина)
  - Юкагирские (По версии С.А Старостина)
  - Чукотско-камчатские (По версии С.А Старостина)

### Западно-ностратические языки
Развили аблаут.

#### Индоевропейские языки
Некоторыми считаются наиболее близкими к картвельской семье. Другие считают праиндоевропейский смешанным языком, на который оказал сильное влияние какой-то агглютинативный язык типа уральского. Есть мнение и о его первоначальном изолирующем тоновом состоянии. Об этом говорят и строгие правила формирования индоевропейского корня.
Время распада — 5-е—4-е тысячелетия до н. э. Иногда приводят более раннюю дату — 8-е—6-е тысячелетия до н. э.

#### Афразийские языки
Старостин считает в наиболее близком родстве с ностратической макросемьёй. Другие (Иллич-Свитыч, Долгопольский) относят к западной ветви ностратических (наряду с индоевропейской и картвельской прасемьями).
Время распада (по Старостину) — 12-е — 10-е тысячелетия до н. э. Раньше приводили более позднюю дату — 9-е — 8-е тысячелетия до н. э. Однако в настоящее время нет надёжных механизмов вычисления и проверки таких древних дат.

#### Картвельские языки
Время распада — 3-е тысячелетие до н. э.

### Восточно-ностратические языки
Сохранили стабильный первоначальный вокализм корня.

#### Алтайские языки
Алтайские языки делятся на тюркскую, тунгусо-маньчжурскую, монгольскую (западноалтайские), корейскую и японскую группы (восточноалтайские). Существование само́й алтайской языковой семьи как генетического единства подвергается сомнению одними учёными (предпочитающими говорить о языковом союзе) и активно поддерживается другими. Некоторые учёные полагают, что в ностратическую семью входят отдельно тюркский, монгольский и т. п. праязыки, не образующие отдельной алтайской семьи.
Время распада — 6-е тысячелетие до н. э.

#### Дравидийские языки
Сходство с урало-алтайскими — агглютинация. Особое сходство с уральским — фонетическое (отсутствуют или вариативные звонкие и имеются глухие геминаты— так же, как и в этрусском и хаттском, по всей видимости, от этрусского геминаты и перешли в итальянский). Большинство[кого?] считает эламский родственным дравидским (показатели склонений похожи), а Старостин сделал вывод о промежуточном положении эламского — между афразийским и другими ностратическими.
Время распада — 4-е тысячелетие до н. э.

#### Уральские языки
Промежуточное положение между алтайскими и уральскими занимают юкагиро-чуванские языки, в связи с чем некоторыми исследователями (И. А. Николаева, В. В. Напольских) они объединяются в уральско-юкагирскую прасемью. С развёрнутой критикой этой гипотезы выступает Анте Айкио (который, впрочем, не отрицает возможности родства этих языков на праностратическом уровне).
Прародину народов, говорящих на уральских языках, обычно помещают в районе Урала и Западной Сибири (по В. В. Напольских — в южном междуречье Иртыша и Оби), где они далее разделились на финно-угорскую и самодийскую ветви, осваивая территории по обеим сторонам от Уральских гор, причём финно-угорские саамские языки получили значительное субстратное влияние от неизвестного языка или языков древнейшего населения севера Европы.
Время распада — 5-е — 3-е тысячелетия до н. э.

#### Эскимосско-алеутские языки
Морфологически и фонетически весьма похожи на урало-алтайские языки, прежде всего на финно-угорские (такого мнения придерживались К. Уленбек, О. Соважо, Т. Ульвинг, К. Бергсланд). Тем не менее, такое сходство могло быть приобретённым в результате совместного проживания в дописьменный период. В то же время, характерной чертой эскимосско-алеутских языков является инкорпорирующий (полисинтетический) строй, не свойственный более никаким ностратическим языкам, и в то же время свойственный также чукотско-камчатским языкам.

## Реконструкция
А. Б. Долгопольский считает, что праностратический язык был аналитическим языком со строгим порядком слов в предложении (SOV). Базовая структура слова — CV(C)CV, местоимения и служебные слова могли также иметь структуру CV. Наиболее уверенно реконструируются местоимения *mi («я»), *ṭi («ты»), *ḳu («кто»), и некоторые другие. В целом для праностратического языка Долгопольский реконструирует сложную систему указательных и указательно-классифицирующих местоимений, которые в постпозиции к имени функционировали как грамматические показатели (одушевлённости/неодушевлённости, числа, темы).
В. М. Иллич-Свитыч написал четверостишие, составленное из реконструированных им слов праностратического языка, которое впоследствии было использовано в качестве эпиграфа к посмертному изданию его монографии «Опыт сравнения ностратических языков» (издательство «Наука», М., 1971), и в качестве эпитафии на его надгробье:
***ḲelHä weṭei ʕaḲun kähla

    ḳaλai palhʌ-ḳʌ na wetä

    śa da Ɂaḳʌ Ɂeja Ɂälä

    ja-ḳo pele ṭuba wete
Язык — это брод через реку времени,

он ведёт нас к жилищу ушедших;

но туда не сможет прийти тот,

кто боится глубокой воды.

## Внешнее родство
С. А. Старостин считал, что между праностратическим и прасинокавказским можно установить систему регулярных фонетических соответствий. Кроме того, он приводил список из 213 лексических и 22 грамматических параллелей (местоимения, суффиксы, частицы) между праностратическим и прасинокавказским. Гипотетическую суперсемью, объединяющую ностратические, синокавказские и афразийские языки, Старостин называл евразийской (англ. Eurasiatic).
Согласно другой, слабо обоснованной гипотезе, выдвигаемой в последнее время некоторыми[кем?] исследователями, все ностратические языки относятся к надсемье более высокого уровня (так называемым борейским языкам).

## Критика
Среди лингвистов ностратическая гипотеза нередко критически отвергается. Она была подвергнута критике различными специалистами, считается весьма спорной, и её выводы не принимаются многими индоевропеистами и компаративистами, которые рассматривают теорию ностратических языков либо как, в худшем случае, полностью ошибочную или как, в лучшем случае, просто неубедительную. Основным аргументом является, что на столь большой временной глубине методы сравнительно-исторического языкознания (исходящие к тому же из представлений о дивергенции языков в рамках во многом упрощённой модели «родословного древа») неприменимы. Вместе с тем в общетеоретических подходах мировое языкознание не отрицает развития устных (звуковых с поддержанием жестами и мимикой) коммуникаций в человеческих общностях со времён появления на планете первых людей, орудий труда и элементов разделения труда.
Резко отрицательно о ностратике отзывался известный типолог и специалист по австралийским языкам Р. Диксон (R.M.W. Dixon) в своей книге «The rise and fall of languages» (1997). Критические замечания как по методике в целом, так и по частным реконструкциям высказывали также известные специалисты Л. Кэмпбелл, Дж. Мэтисофф и др. Среди советских лингвистов видным критиком ностратической гипотезы являлся Б. А. Серебренников.
На критику С. Старостин, в частности, отвечал в своей работе «О доказательстве языкового родства», где произвёл разбор аргументов противников макрокомпаративистики, предоставив свои контраргументы.